# Lespesia datanarum
Lespesia datanarum är en tvåvingeart som först beskrevs av Townsend 1892.  Lespesia datanarum ingår i släktet Lespesia och familjen parasitflugor. Inga underarter finns listade i Catalogue of Life.